# سیارک ۲۷۳۹
سیارک ۲۷۳۹ (به انگلیسی: 2739 Taguacipa، نامگذاری:1952UZ1) دو هزار و هفتصد و سی و نهمین سیارک کشف شده‌است که در ۱۷ اکتبر ۱۹۵۲ کشف شد.
قدر مطلق سیارک برابر ۱۲٫۷۰ است.